# Пол О'Нілл
Пол Генрі О'Нілл (англ. Paul Henry O'Neill; 4 грудня 1935 — 18 квітня 2020) — американський політик, 72-й міністр фінансів США з 20 січня 2001 до 31 грудня 2002.

## Біографія
Пол О'Нілл народився в Сент-Луїс, штат Міссурі. Довгий час проживав з батьками на військовій базі. У 1954 році закінчив середню школу Анкориджа, де познайомився зі своєю майбутньою дружиною. У 1961 році О'Нілл отримує ступінь бакалавра економіки в Каліфорнійському університеті та магістра державного управління в Індіанському університеті. З 1961 по 1967 О'Нілл працював аналітиком комп'ютерних систем в адміністрації Ради ветеранів США, з 1974 по 1977 рік обіймав посаду заступника директора Адміністративно-бюджетного управління США.
У 1976 році Пола О'Нілла взяли в лісопромислову компанію International Paper, в якій він з 1977 по 1985 рік обіймав пост віце-президента, а з 1985 по 1987 рік посаду президента.
У 1988 році президент Джордж Буш-старший запропонував О'Нілу очолити міністерство оборони США, але отримав відмову. Тоді Буш призначив Пола О'Нілла головою консультативної групи з проблем освіти.